# 李斯特菌科
李斯特菌科（学名：Listeriaceae），是核衣细菌目下的一个属。  

## 下属分类
- 环丝菌属 Brochothrix Sneath and Jones 1976
- 李斯特菌属 Listeria Pirie 1940